# Valstar

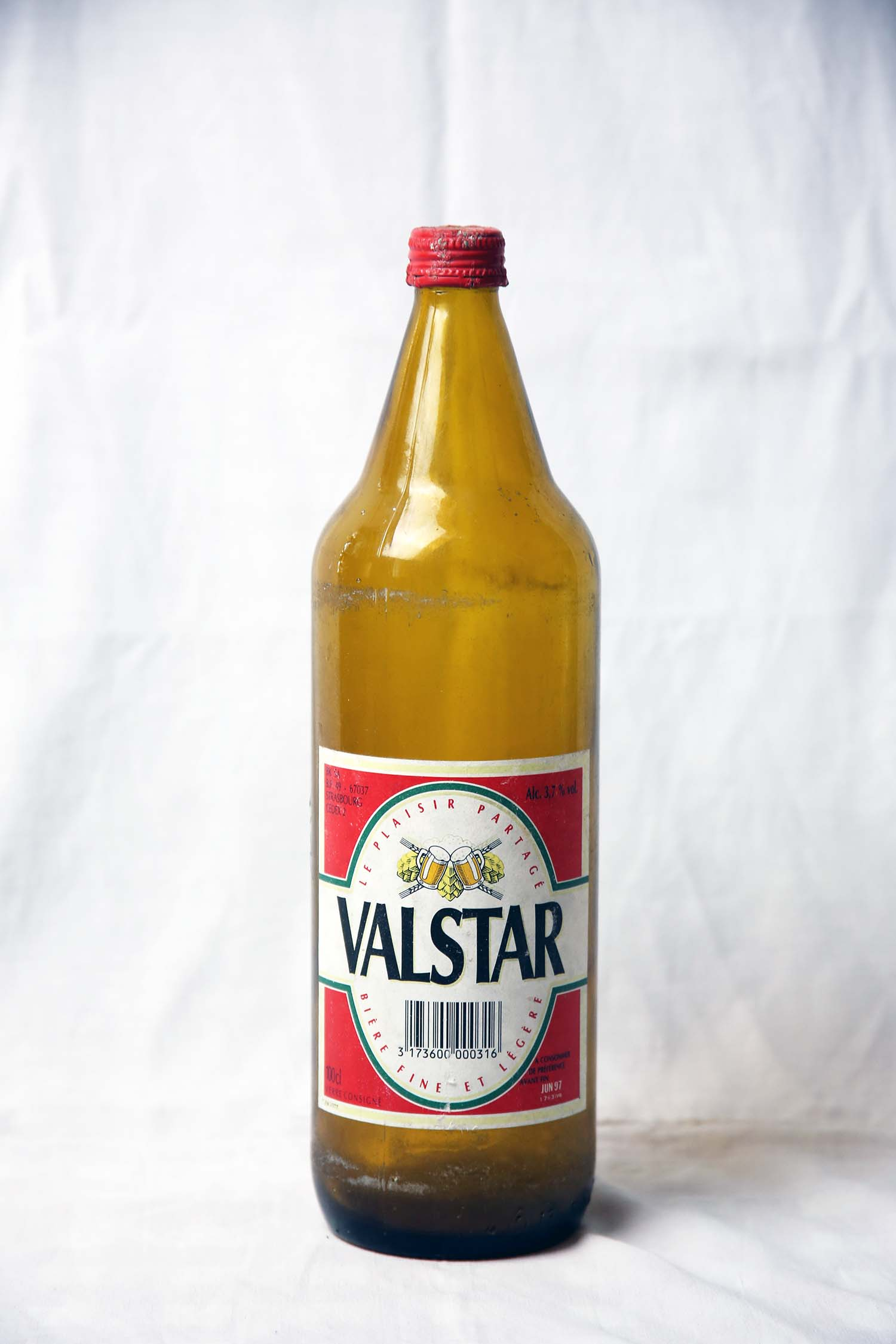
Bouteille de bière Valstar rouge d'un litre de 1997

La Valstar était une bière de table blonde, populaire, brassée par la Société européenne de brasserie puis les Brasseries Kronenbourg. Celles-ci en ont définitivement cessé la production début 2012.

## Histoire
Elle fut brassée à Valenciennes par la Brasserie Baré. Celle-ci, fondée en 1891 par Alfred Trinquet, fut rachetée par la Brasserie de Champigneulles en 1962, puis par la Société Européenne de Brasseries en 1970, et finalement fermée en 1985 et détruite en 1987.
Elle se présentait en bouteilles de 75cl et 100 cl. Elle existait en différentes versions, selon le degré d'alcool, différenciées par la couleur de fond de l'étiquette :
- Valstar (rouge) bière de table (3°7)[2],[3];
- Super-Valstar (verte) 50% au gout (de Houblon) Bavarois (5°1);
- Bio-Valstar (bleue) bière de régime tonifiante mais peu répandue (2.5°)[2].
- Il a également existé une Limonade Valstar (étiquette or) dont le succès fut limité[2].

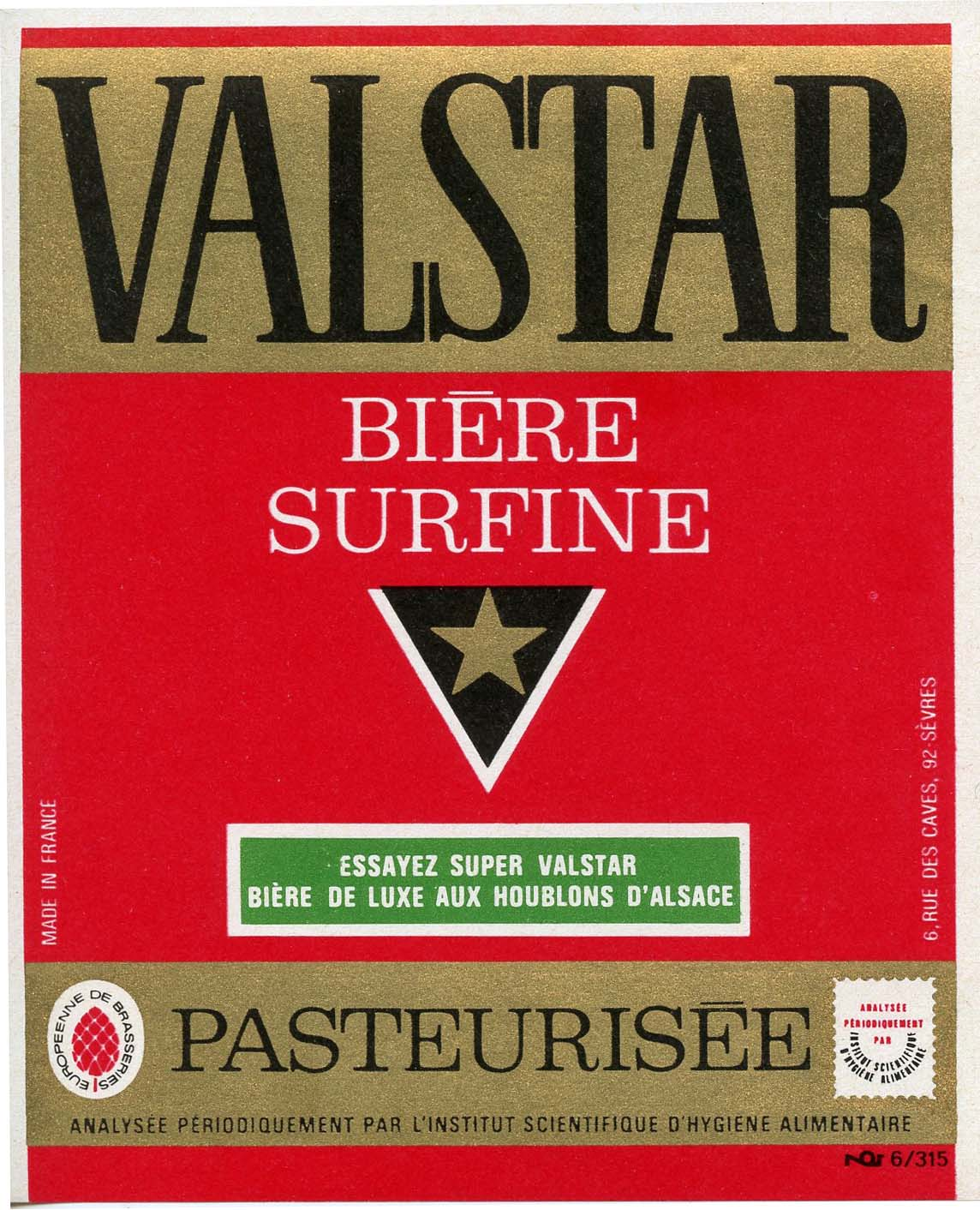
Étiquette de bière Valstar rouge (100 cl)
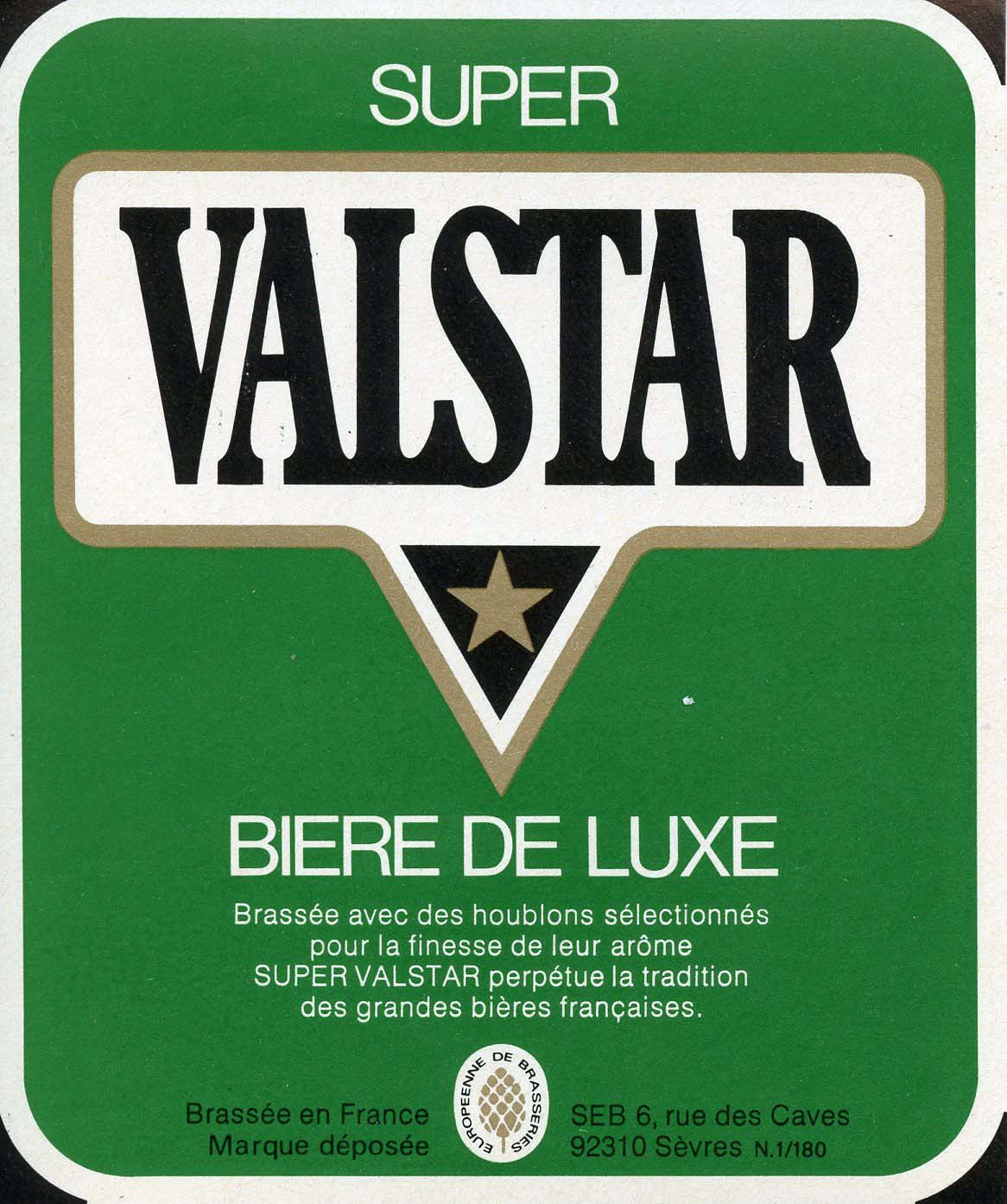
Étiquette de bière Valstar verte (100 cl)
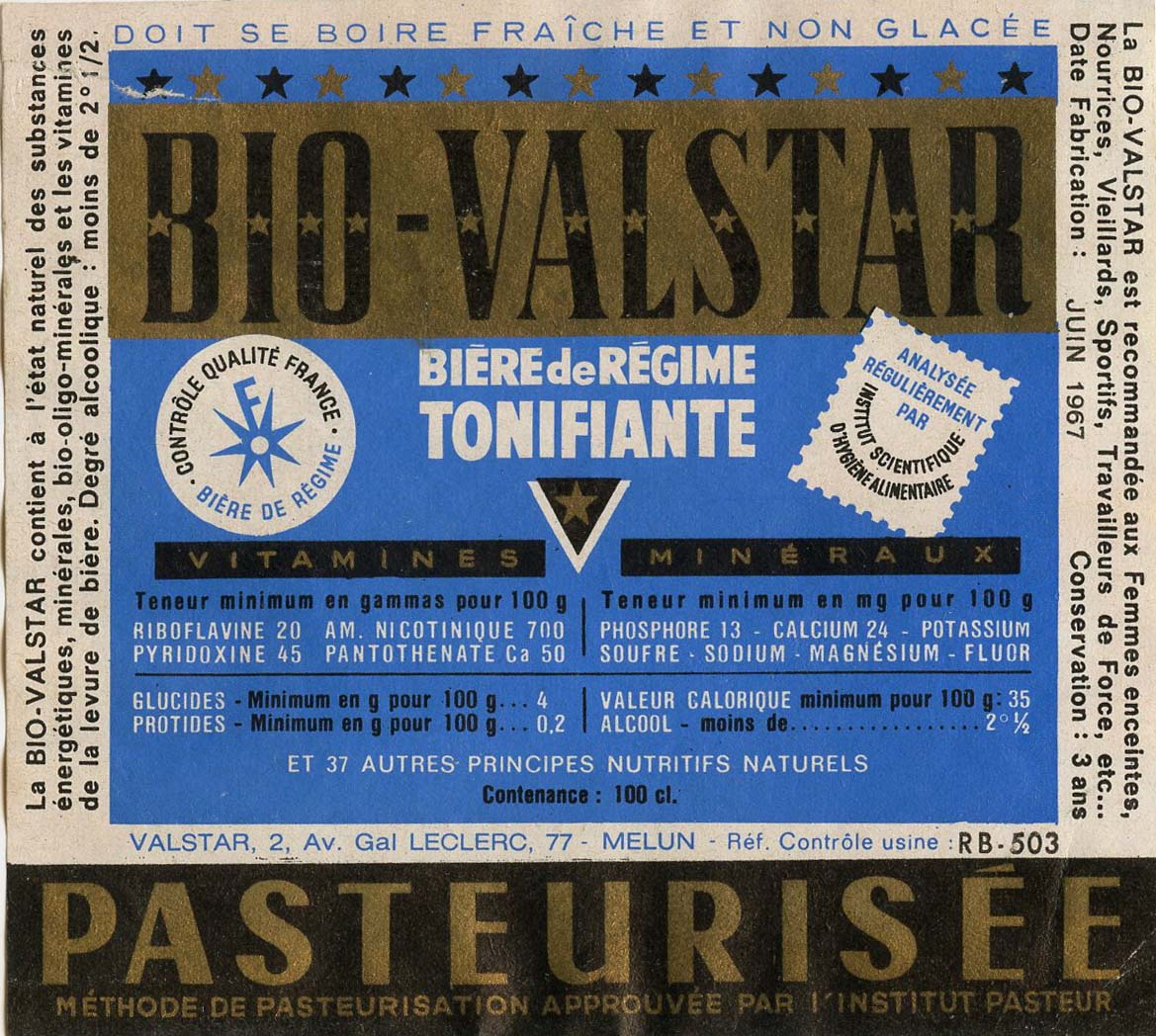
Étiquette de bière Valstar bleue (100 cl)
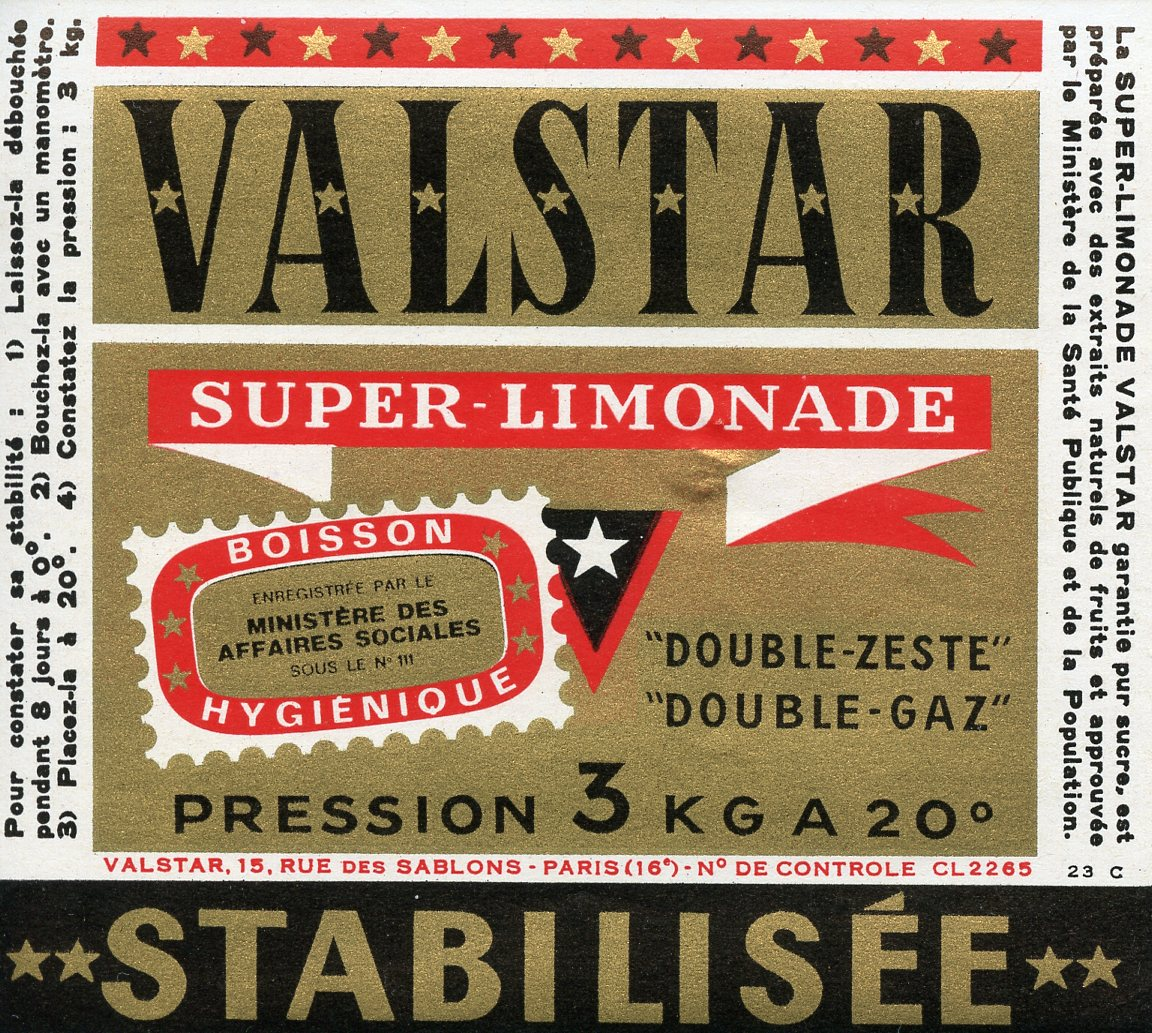
Étiquette de limonade Valstar (100 cl)

## Dans la culture populaire
Le slogan « Valstar, la bière des stars » (qui n'est pas un slogan officiel) est devenu populaire, à la suite de la chanson Lulu du groupe Bulldozer.
Le rappeur Akhenaton fait référence à cette bière dans la chanson du groupe IAM Demain c'est loin et l'interlude La Mousse à Riton,.
Le groupe de rap-musette Java l'évoque (entre autres liquides) dans le morceau Sexe, accordéon et alcool (album Hawaï).
Le groupe Paris Violence y fait également référence dans sa chanson Made in Paris dans la phrase « Ou me défoncer à la Valstar sur le parking d’Intermarché ».
Le groupe La Maison Tellier y fait lui aussi référence dans son album Second Souffle, dans la chanson éponyme.
Dans le film La vie est un long fleuve tranquille, Monsieur Groseille demande à Ahmed l'épicier de ne pas oublier sa Valstar.
Le groupe 13e Section y fait référence dans leur chanson Valstar superstar.
Jacno affirme avoir demandé à sa maison de disques d'être payé en bière Valstar.
Le rappeur MC Circulaire a fait un leitmotiv de la Valstar dans ses jeux de scène et y fait référence dans différentes chansons, telle que dans Pierre Tombale dans la phrase "Et j'veux être enterré avec dix litres de Valstar".
MC Solaar dans sa chanson La musique adoucit les mœurs évoque le « professeur soûlard qu'on appelait Valstar ».
Colombey y fait une référence dans son morceau "A nos amours" dans la phrase : "A la maison abandonné, à la vodka et à la Valstar".